# Ruth Closius
Ruth Closius-Neudeck (Breslau, 5 de julio de 1920 - 29 de julio de 1948) fue una supervisora de las SS en el campo de concentración de Ravensbrück entre diciembre de 1944 y marzo de 1945. También conocida por su nombre de casada, Ruth Neudeck. 
Neudeck impresionaría a sus superiores por su brutalidad hacia las prisioneras y fue promovida a Blockführerin (comandante de la barraca), fue entrenada por Dorothea Binz. La prisionera Geneviève de Gaulle-Anthonioz dejó testimonio de su ferocidad.
En diciembre de 1944 fue ascendida a Oberaufseherin y trasladada al cercano campo de exterminio Uckermark donde seleccionó a más de 5.000 mujeres y niños con la colaboración de sus ayudantes Lotte Toberentz, Margaret Rabe y Johanna Braach.
Fue capturada en su huida por los británicos, para ser posteriormente juzgada y colgada por crímenes contra la humanidad.